# Hlína
Hlína (deutsch Hlina) ist eine Gemeinde in Tschechien. Sie liegt vier Kilometer nordöstlich von Ivančice und gehört zum Okres Brno-venkov.

## Geographie
Hlína befindet sich im Hügelland Hlínská vrchovina am südlichen Fuße des Hlinský kopec (451 m). Das Dorf liegt am Rande des Naturparks Bobrava. Nördlich entspringt die Šatava und nordwestlich die Martálka. Gegen Südwesten erhebt sich die Babí hora (351 m), südlich die Bukovina (385 m) und im Westen die Veselá hora (392 m). Zweieinhalb Kilometer östlich des Dorfes verläuft die Bahnstrecke Hrušovany nad Jevišovkou–Brno, die nächste Bahnstation ist Silůvky.
Nachbarorte sind Špidleny, Tetčice und Omice im Norden, Střelice und Radostice im Nordosten, Prštice und Silůvky im Osten, Mělčany und Dolní Kounice im Südosten, Moravské Bránice im Süden, Ivančice im Südwesten, Oslavany im Westen sowie Padochov und Neslovice im Nordwesten.

## Geschichte
Archäologische Funde von Steinbeilen und Pfeilen belegen eine Besiedlung der Ortsfluren zwischen der Altsteinzeit und Eisenzeit. 1865 wurden auf einem Feld 1335 böhmische und mährische Münzen aus dem 11. Jahrhundert ausgegraben.
Die erste schriftliche Erwähnung des Ortes erfolgte 1208 im Zusammenhang mit dem Bau der Pfarrkirche der hl. Kunigunde. Es wird angenommen, dass die Pfarre dem Kloster Rosa Coeli unterstand. Bei Hlína kreuzte sich der mittelalterliche Ungarnweg von Ivančice nach Ungarn mit der Viehstraße von Hustopeče nach Polná und der Straße von Znojmo nach Brno sowie einer weiteren Handelsverbindung nach Pavlov.
Nachdem das Kloster im 16. Jahrhundert aufgelöst worden und die Bevölkerung protestantisch geworden war, erlosch um 1590 auch die Pfarre in Hlína. Das Pfarrhaus diente fortan als Jägerhaus. Die Kirche verfiel. Hlína war der Herrschaft Kounice untertänig; zu den Besitzern gehörten Ferdinand I. und nachfolgend die Fürsten Dietrichstein. Nach dem Dreißigjährigen Krieg wurde Hlína 1656 nach Kounice gepfarrt. Ab 1787 wurde das Dorf der Lokalie in Neslovice angegliedert. Im Jahre 1793 erfolgte der Abbruch der alten Kirche. Der 20 m nordöstlich davon für 1828 Gulden errichtete Neubau wurde am 24. September 1794 als Filialkirche geweiht.
Nach der Aufhebung der Patrimonialherrschaften bildete Hlína ab 1850 eine Gemeinde in der Bezirkshauptmannschaft Brünn. In den 1860er Jahren erfolgte östlich des Dorfes der Bau der Bahnstrecke Hrušovany nad Jevišovkou–Střelice. 1921 wurde die Gemeinde dem Okres Brno-venkov zugeordnet. 1938 bestand das Dorf aus 98 Häusern und hatte 400 Einwohner. 1947 hatte die Gemeinde Hlína 384 Einwohner. Zwischen 1948 und 1960 gehörte Hlína zum Okres Rosice. Nach dessen Aufhebung kam Hlína zum Okres Brno-venkov zurück. Am 1. Juli 1980 wurde Hlína zusammen mit Kratochvilka nach Neslovice eingemeindet. 1990 löste sich Hlína wieder von Neslovice los und bildete eine eigene Gemeinde. Zu dieser Zeit lebten im Dorf 246 Menschen. Im Jahre 2007 wurde der Aussichtsturm eingeweiht.

## Gemeindegliederung
Für die Gemeinde Hlína sind keine Ortsteile ausgewiesen. Zu Hlína gehört die Ansiedlung Špidleny.

## Sehenswürdigkeiten
- barocke Kirche der hl. Kunigunde, errichtet 1794 anstelle eines Vorgängerbaus aus dem Jahre 1208. Der Kirchturm hat eine Höhe von 23 m. Das Hauptaltarbild der Kunigunde ist ein Werk von Josef Mayer aus dem Jahre 1746.
- Aussichtsturm Rozhledna Vladimíra Menšíka auf dem Hlinský kopec, das im April 2007 eingeweihte 22 m hohe Bauwerk ist nach dem Schauspieler Vladimír Menšík benannt.
- Statuen der Jungfrau Maria und des hl. Josef aus dem Jahre 1760, an der Kirche
- Kreuz an der Kirche, errichtet 1852
- Betsäule, am Wegekreuz nördlich des Ortes
- Naturpark Bobrava, östlich und nördlich des Ortes